# Epicasis
Epicasis là một chi bướm đêm thuộc họ Geometridae.